# Доронино (Можайский район)
Доронино — деревня в Можайском районе Московской области в составе сельского поселения Бородинское. На 2010 год, по данным Всероссийской переписи 2010 года, постоянного населения не зафиксировано. До 2006 года Доронино входило в состав Бородинского сельского округа.
Деревня расположена в западной части района, примерно в 11 км к западу от Можайска, у итоков безымянного правого притока реки Колочь, высота центра над уровнем моря 218 м. Ближайшие населённые пункты — Шевардино в 0,7 км на северо-восток и Фомкино в 1,2 км на северо-запад.